# Bjergpas
I bjergområder er et bjergpas eller pas et lavere punkt, som tillader lettere gennemgang (passage) gennem området.